# 瘋帽客
瘋帽客（英語：Mad Hatter）是一名登場於DC漫畫出版的漫畫書中的虛構超級反派，是蝙蝠俠的主要敵人之一。首次於《蝙蝠俠》#49（1948年10-11月）中登場。該角色的創作者為比爾·芬格與Lew Sayre Schwartz。該角色是根據路易斯·卡羅的作品《愛麗絲夢遊仙境》中的角色帽子先生為藍本所創作的。

## 人物
瘋帽客是蝙蝠俠的反派角色中登場頗早的一名，最初只是個參考童話故事所模仿出的一個詼諧反派角色，但隨著出版歷史的增長，該角色也逐漸演變成一個心理變態的危險罪犯。
瘋帽客本名傑維斯·泰奇，是一名出色的神經學博士，可是他天生矮小，面貌醜陋，因此不受他人喜愛、歡迎，自己也因此很自卑。後來他認識了一名叫愛麗絲的女孩並愛上了對方，可是對方已有男友，還是泰奇的一名研究助理，為此感到嫉妒的他於是利用自己所研究的一部可以造成洗腦效果的機器，想用此讓控制自己的助理去自殺，並洗腦女孩獲得對方的愛，但該舉動被蝙蝠俠給阻止，自此入獄後事業愛情都因此崩壞的泰奇便恨上了蝙蝠俠，並將其視為必須要打倒的宿敵。
泰奇之後便活在自己所幻想的世界中，他堅信這世界是愛麗絲夢遊仙境的世界，並認為自己就是其中的一名角色「瘋帽客」，他開始綁架十多歲的金髮女孩來將她們洗腦成故事中的主角愛麗絲，並在自己設置的密室中舉辦茶會。與被其洗腦的金髮美女和兔女郎瑪琪哈利特組成仙境黑幫，成員皆是沈浸於愛麗絲夢遊仙境傳說的人物。

## 能力
瘋帽客開發出了能只靠音波就讓人陷入幻覺與洗腦的機器，他常靠此綁架自己的目標，並將無辜的民眾洗腦成自己的打手或讓他們自相殘殺，讓蝙蝠俠和羅賓難以下手。
雖然已經陷入瘋狂，但瘋帽客仍能做出縝密的計畫與布置，防不勝防的佈下陷阱令蝙蝠俠吃虧。他那和小丑一樣難以捉摸、不按牌理出牌的思緒，也是蝙蝠俠十分頭痛的對手。

## 其他媒體

### 電視劇
- 《萬惡高譚市》：第三季登場，由Benedict Samuel飾演[2][3][4]。在電視劇"高譚市"中，愛麗絲為自幼就被他囚禁而後逃出的妹妹，但在高登的救援行動中不慎被鋼管刺穿當場身亡，造成帽客從此與高登結下樑子，在劇中帽客擁有催眠能力。

### 動畫電影
- 《蝙蝠俠：勢不兩立》由羅賓·阿特金·唐斯 配音。

### 電子遊戲
- 樂高蝙蝠俠系列：
  - 《樂高蝙蝠俠2：DC超級英雄》：由Townsend Coleman配音
  - 《樂高蝙蝠俠3：飛越高譚市》：由Nolan North配音。

- 蝙蝠俠：阿卡漢系列：由彼得·麥克尼可配音[5]。
  - 《蝙蝠俠：阿卡漢之城》：在支線任務「喝茶派對」（The Tea Party）中登場，試圖催眠蝙蝠俠而將他變成自己的手下，但被蝙蝠俠擊敗後只能抱著自己的帽子痛哭。
  - 《蝙蝠俠：阿卡漢起源》：作為和蝙蝠俠的初次對峙，在支線任務中登場，綁架了一名金髮女孩來引誘蝙蝠俠走進催眠陷阱，但最後還是被走出催眠的蝙蝠俠擊敗。
  - 《蝙蝠俠：阿卡漢騎士》：在DLC追加戰役「夢遊仙境」（Wonderland）中登場，在遊戲裏綁架了三名警察後故意自首，並暗中將解救人質的蝙蝠俠催眠後，將他送進了自己所寫的《蝙蝠俠夢遊仙境》之書的幻覺中，但最後還是一如既往地被走出幻覺的蝙蝠俠擊敗且送進大牢裏。

## 外部連結
- 漫画书数据库：瘋帽客